# Кхамвисэт
Кхамвисэт (тай.คำวิเศษณ์, санскр.विशेषण — вишешана, пали — висесана) — определение, часть речи в тайском языке, объединяющая в себе прилагательное и наречие. В предложении стоит после определяемого слова, специальных показателей не имеет. Постпозиция определения к определяемому слову объединяет тайский с вьетнамским языком, и противопоставляет сино-тибетским (см. криявитэйтана).